# بلتون برستون
بلتون برستون (به انگلیسی: Belton with Browston) یک روستا و محله مدنی در بریتانیا است که در گریت یارموث واقع شده‌است. بلتون برستون ۸٫۳۶ کیلومتر مربع مساحت و ۳٬۸۰۵ نفر جمعیت دارد.